# Lydia del Canto Soriano
Lydia del Canto Soriano (Torrent, 1985) és una periodista i política valenciana, que entre d'altres ha sigut Secretària Autonòmica de Comunicació del Consell de la Generalitat Valenciana del president Ximo Puig (2015), directora del diari Levante-EMV (2018-2022) i Secretària d'Estat de Comunicació al Govern d'Espanya des de desembre de 2024.

## Biografia
Llicenciada en Periodisme i Comunicació Audiovisual el 2008 per la Universitat de València, aquell mateix any del Canto s'incorpora a la redacció del periòdic Levante-El Mercantil Valenciana (Levante-EMV). El 2014 passa a dirigir la comunicació del Partit Socialista del País Valencià (PSPV) que un any més tard aconsegueix desallotjar al Partit Popular (PP) del govern de la Generalitat amb Ximo Puig al capdavant. El nou president Puig situarà a Lydia del Canto com a responsable de la Secretaria Autonòmica de Comunicació el juliol de 2015, però tres mesos després dimiteix per tornar al periòdic on havia treballat com a sotsdirectora i responsable de continguts digitals.
L'editorial del diari, Prensa Ibérica, comença a encomanar-li majors responsabilitats en altres capçaleres del mateix grup (Superdeporte, Regió 7 i Diari de Girona) fins que el setembre de 2018 és nomenada directora de Levante-EMV. El seu nomenament va tenir una gran repercussió tant per la seua joventut com per ser la primera dona a dirigir un diari amb prop d'un segle i mig de vida.
El setembre 2022 deixa la direcció del periòdic en mans de José Luis Valencia i del Canto s'incorpora com a directiva de l'empresa naviliera Baleària. L'abril de 2024 torna al PSPV com a cap de comunicació de la nova secretària general Diana Morant. El desembre del mateix any torna a canviar, aquesta vegada passa a dirigir la Secretaria d'Estat de Comunicació del Govern espanyol del també socialista Pedro Sánchez.